# 小行星8225
小行星8225（8225 Emerson）是一颗绕太阳运转的小行星，为主小行星带小行星。该小行星于1996年8月16日发现。

## 轨道参数
小行星8225的轨道半长轴为2.9830160 UA，离心率为0.233。